# Bundesverband behinderter Pflegekinder
Der Bundesverband behinderter Pflegekinder (BbP) e. V. ist ein gemeinnütziger Verein, der Kinder mit Behinderungen in geeignete Pflegefamilien vermittelt. Außerdem unterstützt der Verband die Kinder und die Familien unter anderem durch Beratung und Hilfe, durch die Organisation von Ferienfreizeiten für Kinder mit Behinderung, durch Bildungs- und Öffentlichkeitsarbeit sowie durch die Vertretung ihrer Interessen.
Der BbP wurde 1983 in Münster als Selbsthilfegruppe gegründet und wuchs zu einem bundesweiten Verband. Die Vereinsmitglieder sind ehrenamtlich tätig.
Die Vorsitzende Kerstin Held hat über eine Bundestagspetition erreicht, dass auch Kindern mit Behinderung die Möglichkeit offensteht, in einer (Pflege-)Familie zu leben.
Auch heute (Stand: 2020) gilt, dass für Kinder mit einem Intelligenzquotienten unter 70 nicht die Jugendämter, sondern die Sozialämter zuständig sind, welche ihre Schützlinge traditionell in Heimen unterbringen. Der BbP hat gemeinsam mit anderen Verbänden in einem an das BMFSFJ gerichteten Appell dazu aufgerufen, eine inklusive Lösung für Hilfen aus einer Hand auch für behinderte Kinder und Jugendliche einzuführen. Den Entwurf für ein inklusives Kinder- und Jugendhilfegesetz, das die Exklusion von Kindern und Jugendlichen mit Behinderungen aus dem System der Kinder- und Jugendhilfe beenden soll, hat der BbP begrüßt, sich zugleich aber für einen engeren, verbindlichen Stufenplan für die Umsetzung und deutlichere Schritte in der Pflegekinderhilfe ausgesprochen. Die Einführung von Verfahrenslotsen – im Sinne eines Fallmanagers – sollte nicht erst im Jahr 2024, sondern früher erfolgen. Der BbP wies zugleich darauf hin, dass eine regionale Suche oft nicht ausreicht, um eine Pflegefamilie für ein Kind mit Behinderung zu finden, und dass darum nicht selten eine bundesweite Vermittlung erfolgt, was wiederum zu Schwierigkeiten bei den Zuständigkeiten führe: Pflegeeltern hätten derzeit dadurch „viele Jahre lang niemanden an ihrer Seite“.
Die Verbandsvorsitzende Held betont die praktischen Schwierigkeiten der Pflegeeltern, die bei Ämtern Hilfe beantragen, vor allem, wenn Pflegeeltern Hilfen nicht schon bei der Vermittlung des Pflegekindes mit Behinderung aushandeln, sondern sie nach der Vermittlung beantragen. Pflegeeltern sehen sich – ähnlich wie auch leibliche Eltern von Kindern mit Behinderung – mit unklaren Zuständigkeiten der Ämter konfrontiert, wenn es strittig ist, ob es sich um eine erzieherische Leistung, eine pflegerische Leistung oder eine existenzsichernde Leistung handelt. Hingegen sieht der Entwurf für ein Gesetz zur Stärkung von Kindern und Jugendlichen (Kinder- und Jugendstärkungsgesetz – KJSG) eine einheitliche Kinder- und Jugendhilfe für alle vor, ganz gleich, ob mit oder ohne Behinderung (Stand: Dezember 2020).

## Auszeichnungen
Der Verband hat folgende Auszeichnungen erhalten:
- 2018: Förderpreis der Stiftung zum Wohl des Pflegekindes
- 2018: Deutscher Engagementpreis
- 2019: startsocial-Stipendium
- 2020: startsocial-Bundesauswahl (25 beste Projekte)